# Wereldkampioenschappen atletiek 2019

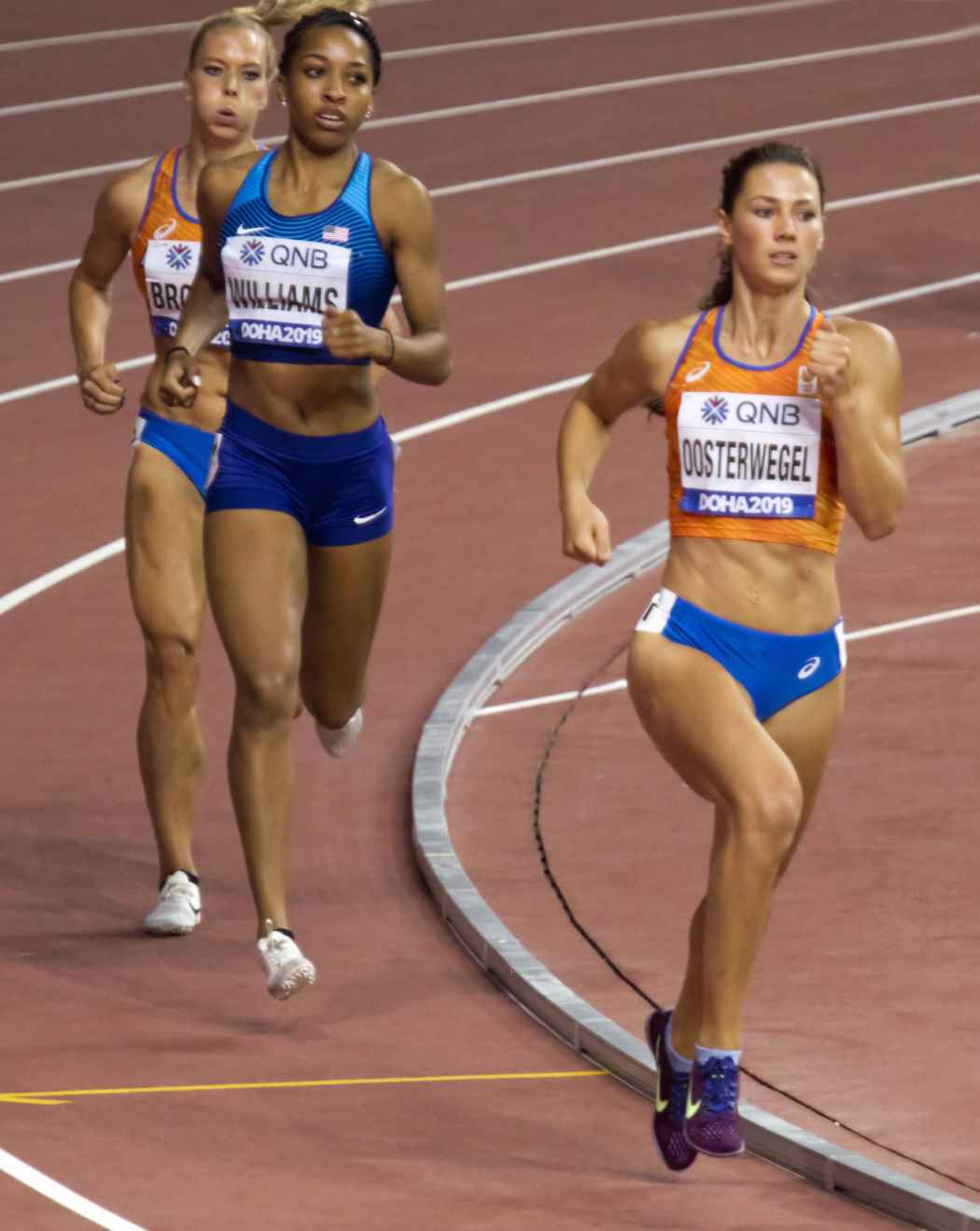
Emma Oosterwegel, Kendell Williams en Nadine Broersen op de 800m tijdens de zevenkamp.

De wereldkampioenschappen atletiek van 2019 werden gehouden in Doha, Qatar van 27 september tot en met 6 oktober 2019, in het Khalifa International Stadium. Op 18 november 2014 werd dit evenement door de IAAF aan de stad toegewezen.

## Programma
| Q | Kwalificatie | H | Heats | ½ | Halve finale | F | Finale |

| Onderdeel ↓          | Vr 27. | Vr 27. | Za 28. | Za 28. | Zo 29. | Ma 30. | Di 1. | Wo 2. | Wo 2. | Do 3. | Vr 4. | Za 5. | Zo 6. |
| -------------------- | ------ | ------ | ------ | ------ | ------ | ------ | ----- | ----- | ----- | ----- | ----- | ----- | ----- |
| 100 m                | Q      | H      | ½      | F      |        |        |       |       |       |       |       |       |       |
| 200 m                |        |        |        |        | H      | ½      | F     |       |       |       |       |       |       |
| 400 m                |        |        |        |        |        |        | H     | ½     | ½     |       | F     |       |       |
| 800 m                |        |        | H      | H      | ½      |        | F     |       |       |       |       |       |       |
| 1500 m               |        |        |        |        |        |        |       |       |       | H     | ½     |       | F     |
| 5000 m               | H      | H      |        |        |        | F      |       |       |       |       |       |       |       |
| 10.000 m             |        |        |        |        |        |        |       |       |       |       |       |       | F     |
| Marathon             |        |        |        |        |        |        |       |       |       |       |       | F     |       |
| 110 m horden         |        |        |        |        |        | H      |       | ½     | F     |       |       |       |       |
| 400 m horden         | H      | H      | ½      | ½      |        | F      |       |       |       |       |       |       |       |
| 3000 m steeple       |        |        |        |        |        |        | H     |       |       |       | F     |       |       |
| 4 × 100 m estafette  |        |        |        |        |        |        |       |       |       |       | H     | F     |       |
| 4 × 400 m estafette  |        |        |        |        |        |        |       |       |       |       |       | H     | F     |
| 20 km snelwandelen   |        |        |        |        |        |        |       |       |       |       | F     |       |       |
| 50 km snelwandelen   |        |        | F      | F      |        |        |       |       |       |       |       |       |       |
| Hoogspringen         |        |        |        |        |        |        | Q     |       |       |       | F     |       |       |
| Polsstokhoogspringen |        |        | Q      | Q      |        |        | F     |       |       |       |       |       |       |
| Verspringen          | Q      | Q      | F      | F      |        |        |       |       |       |       |       |       |       |
| Hink-stap-sprong     | Q      | Q      |        |        | F      |        |       |       |       |       |       |       |       |
| Kogelstoten          |        |        |        |        |        |        |       |       |       | Q     |       | F     |       |
| Discuswerpen         |        |        | Q      | Q      |        | F      |       |       |       |       |       |       |       |
| Kogelslingeren       |        |        |        |        |        |        | Q     | F     | F     |       |       |       |       |
| Speerwerpen          |        |        |        |        |        |        |       |       |       |       |       | Q     | F     |
| Tienkamp             |        |        |        |        |        |        |       | F     | F     | F     |       |       |       |

| Onderdeel ↓         | Vr 27. | Za 28. | Zo 29. | Ma 30. | Di 1. | Wo 2. | Do 3. | Vr 4. | Za 5. | Zo 6. |
| ------------------- | ------ | ------ | ------ | ------ | ----- | ----- | ----- | ----- | ----- | ----- |
| 4 × 400 m estafette |        | H      | F      |        |       |       |       |       |       |       |

| Onderdeel ↓           | Vr 27. | Za 28. | Zo 29. | Zo 29. | Ma 30. | Di 1. | Wo 2. | Do 3. | Vr 4. | Za 5. | Zo 6. | Zo 6. |
| --------------------- | ------ | ------ | ------ | ------ | ------ | ----- | ----- | ----- | ----- | ----- | ----- | ----- |
| 100 m                 |        | H      | ½      | F      |        |       |       |       |       |       |       |       |
| 200 m                 |        |        |        |        | H      | ½     | F     |       |       |       |       |       |
| 400 m                 |        |        |        |        | H      | ½     |       | F     |       |       |       |       |
| 800 m                 | H      | ½      |        |        | F      |       |       |       |       |       |       |       |
| 1500 m                |        |        |        |        |        |       | H     | ½     |       | F     |       |       |
| 5000 m                |        |        |        |        |        |       | H     |       |       | F     |       |       |
| 10.000 m              |        | F      |        |        |        |       |       |       |       |       |       |       |
| Marathon              | F      |        |        |        |        |       |       |       |       |       |       |       |
| 100 m horden          |        |        |        |        |        |       |       |       |       | H     | ½     | F     |
| 400 m horden          |        |        |        |        |        | H     | ½     |       | F     |       |       |       |
| 3000 m steeple        | H      |        |        |        | F      |       |       |       |       |       |       |       |
| 4 × 100 m estafette   |        |        |        |        |        |       |       |       | H     | F     |       |       |
| 4 × 400 m estafette   |        |        |        |        |        |       |       |       |       | H     | F     | F     |
| 20 km snelwandelen    |        |        | F      | F      |        |       |       |       |       |       |       |       |
| 50 km snelwandelen    |        | F      |        |        |        |       |       |       |       |       |       |       |
| Hoogspringen          | Q      |        |        |        | F      |       |       |       |       |       |       |       |
| Polsstokhoogspringenn | Q      |        | F      | F      |        |       |       |       |       |       |       |       |
| Verspringen           |        |        |        |        |        |       |       |       |       | Q     | F     | F     |
| Hink-stap-sprong      |        |        |        |        |        |       |       | Q     |       | F     |       |       |
| Kogelstoten           |        |        |        |        |        |       | Q     | F     |       |       |       |       |
| Discuswerpen          |        |        |        |        |        |       | Q     |       | F     |       |       |       |
| Kogelslingeren        | Q      | F      |        |        |        |       |       |       |       |       |       |       |
| Speerwerpen           |        |        |        |        | Q      | F     |       |       |       |       |       |       |
| Zevenkamp             |        |        |        |        |        |       | F     | F     |       |       |       |       |

### Tijdschema
| Datum                     | Tijd (Doha) | Tijd (NL)                                    | Onderdelen |
| ------------------------- | ----------- | -------------------------------------------- | ---------- |
| Vrijdag 27 september 2019 |             |                                              |            |
| 16:30                     | 15:30       | Mannen verspringen kwalificatie              |            |
| 16:35                     | 15:35       | Mannen 100 meter voorronde                   |            |
| 16:40                     | 15:40       | Vrouwen kogelslingeren kwalificatie groep A  |            |
| 17:10                     | 16:10       | Vrouwen 800 meter heats                      |            |
| 17:30                     | 16:30       | Vrouwen polsstokhoogspringen kwalificatie    |            |
| 18:05                     | 17:05       | Mannen 100 meter heats                       |            |
| 18:10                     | 17:10       | Vrouwen kogelslingeren kwalificatie groep B  |            |
| 18:40                     | 17:40       | Vrouwen hoogspringen kwalificatie            |            |
| 19:00                     | 18:00       | Vrouwen 3000 meter hindernisloop heats       |            |
| 19:25                     | 18:25       | Mannen hink-stap-sprong kwalificatie         |            |
| 19:55                     | 18:55       | Mannen 5000 meter heats                      |            |
| 20:30                     | 19:30       | Mannen 400 meter horden heats                |            |
| 23:59                     | 22:59       | Vrouwen marathon finale                      |            |
| Zaterdag 28 september     |             |                                              |            |
| 16:15                     | 15:15       | Mannen discuswerpen kwalificatie groep A     |            |
| 16:30                     | 15:30       | Vrouwen 100 meter heats                      |            |
| 17:05                     | 16:05       | Mannen 800 meter heats                       |            |
| 17:30                     | 16:30       | Mannen polsstokhoogspringen kwalificatie     |            |
| 17:45                     | 16:45       | Mannen discuswerpen kwalificatie groep B     |            |
| 18:05                     | 17:05       | Mannen 400 meter horden halve finale         |            |
| 18:45                     | 17:45       | Mannen 100 meter halve finale                |            |
| 19:15                     | 18:15       | Vrouwen 800 meter halve finale               |            |
| 19:25                     | 18:25       | Vrouwen kogelslingeren finale                |            |
| 20:00                     | 19:00       | Gemengd 4x400 meter estafette heats          |            |
| 20:40                     | 19:40       | Mannen verspringen finale                    |            |
| 21:10                     | 20:10       | Vrouwen 10.000 meter finale                  |            |
| 22:15                     | 21:15       | Mannen 100 meter finale                      |            |
| 23:30                     | 22:30       | Mannen 50 kilometer snelwandelen finale      |            |
| 23:30                     | 22:30       | Vrouwen 50 kilometer snelwandelen finale     |            |
| Zondag 29 september       |             |                                              |            |
| 20:05                     | 19:05       | Mannen 200 meter heats                       |            |
| 20:40                     | 19:40       | Vrouwen polsstokhoogspringen finale          |            |
| 21:20                     | 20:20       | Vrouwen 100 meter halve finale               |            |
| 21:45                     | 20:45       | Mannen hink-stap-sprong finale               |            |
| 21:55                     | 20:55       | Mannen 800 meter halve finale                |            |
| 22:35                     | 21:35       | Gemengd 4x400 meter estafette finale         |            |
| 23:20                     | 22:20       | Vrouwen 100 meter finale                     |            |
| 23:30                     | 22:30       | Vrouwen 20 kilometer snelwandelen finale     |            |
| Maandag 30 september      |             |                                              |            |
| 16:30                     | 15:30       | Vrouwen speerwerpen kwalificatie groep A     |            |
| 17:05                     | 16:05       | Vrouwen 200 meter heats                      |            |
| 18:00                     | 17:00       | Vrouwen speerwerpen kwalificatie groep B     |            |
| 18:20                     | 17:20       | Vrouwen 400 meter heats                      |            |
| 20:05                     | 19:05       | Mannen 110 meter horden heats                |            |
| 20:30                     | 19:30       | Vrouwen hoogspringen finale                  |            |
| 20:50                     | 19:50       | Mannen 200 meter halve finale                |            |
| 21:20                     | 20:20       | Mannen 5000 meter finale                     |            |
| 21:25                     | 20:25       | Mannen discuswerpen finale                   |            |
| 21:50                     | 20:50       | Vrouwen 3000 meter hindernisloop finale      |            |
| 22:10                     | 21:10       | Vrouwen 800 meter finale                     |            |
| 22:40                     | 21:40       | Mannen 400 meter horden finale               |            |
| Dinsdag 1 oktober         |             |                                              |            |
| 16:30                     | 15:30       | Mannen kogelslingeren kwalificatie groep A   |            |
| 16:35                     | 15:35       | Mannen 400 meter heats                       |            |
| 16:50                     | 15:50       | Mannen hoogspringen kwalificatie             |            |
| 17:30                     | 16:30       | Vrouwen 400 meter horden heats               |            |
| 18:00                     | 17:00       | Mannen kogelslingeren kwalificatie groep B   |            |
| 18:15                     | 17:15       | Mannen 3000 meter hindernisloop heats        |            |
| 20:05                     | 19:05       | Mannen polsstokhoogspringen finale           |            |
| 20:50                     | 19:50       | Vrouwen 400 meter halve finale               |            |
| 21:20                     | 20:20       | Vrouwen speerwerpen finale                   |            |
| 21:35                     | 20:35       | Vrouwen 200 meter halve finale               |            |
| 22:10                     | 21:10       | Mannen 800 meter finale                      |            |
| 22:40                     | 21:40       | Mannen 200 meter finale                      |            |
| Woensdag 2 oktober        |             |                                              |            |
| 16:35                     | 15:35       | Mannen 100 meter tienkamp                    |            |
| 16:45                     | 15:45       | Vrouwen kogelstoten kwalificatie             |            |
| 17:05                     | 16:05       | Vrouwen 100 meter horden zevenkamp           |            |
| 17:30                     | 16:30       | Mannen verspringen tienkamp                  |            |
| 17:35                     | 16:35       | Vrouwen 1500 meter heats                     |            |
| 18:00                     | 17:00       | Vrouwen discuswerpen kwalificatie groep A    |            |
| 18:15                     | 17:15       | Vrouwen hoogspringen zevenkamp               |            |
| 18:25                     | 17:25       | Vrouwen 5000 meter heats                     |            |
| 18:50                     | 17:50       | Mannen kogelstoten tienkamp                  |            |
| 19:25                     | 18:25       | Vrouwen discuswerpen kwalificatie groep B    |            |
| 20:05                     | 19:05       | Mannen 110 meter horden halve finale         |            |
| 20:30                     | 19:30       | Vrouwen kogelstoten zevenkamp                |            |
| 20:35                     | 19:35       | Mannen 400 meter halve finale                |            |
| 20:40                     | 19:40       | Mannen hoogspringen tienkamp                 |            |
| 21:05                     | 20:05       | Vrouwen 400 meter horden halve finale        |            |
| 21:40                     | 20:40       | Mannen kogelslingeren finale                 |            |
| 21:50                     | 20:50       | Vrouwen 200 meter zevenkamp                  |            |
| 22:35                     | 21:35       | Vrouwen 200 meter finale                     |            |
| 22:55                     | 21:55       | Mannen 110 meter horden finale               |            |
| 23:15                     | 22:15       | Mannen 400 meter tienkamp                    |            |
| Donderdag 3 oktober       |             |                                              |            |
| 16:35                     | 15:35       | Mannen 110 meter horden tienkamp             |            |
| 16:40                     | 15:40       | Vrouwen hink-stap-sprong kwalificatie        |            |
| 17:30                     | 16:30       | Mannen discuswerpen tienkamp groep A         |            |
| 18:15                     | 17:15       | Vrouwen verspringen zevenkamp                |            |
| 18:35                     | 17:35       | Mannen discuswerpen tienkamp groep B         |            |
| 19:05                     | 18:05       | Mannen polsstokhoogspringen tienkamp groep A |            |
| 19:20                     | 18:20       | Mannen kogelstoten kwalificatie groep A      |            |
| 20:05                     | 19:05       | Mannen polsstokhoogspringen tienkamp groep B |            |
| 20:10                     | 19:10       | Vrouwen speerwerpen zevenkamp                |            |
| 20:40                     | 19:40       | Mannen kogelstoten kwalificatie groep B      |            |
| 22:00                     | 21:00       | Mannen 1500 meter heats                      |            |
| 22:05                     | 21:05       | Mannen speerwerpen tienkamp groep A          |            |
| 22:35                     | 21:35       | Vrouwen kogelstoten finale                   |            |
| 23:00                     | 22:00       | Vrouwen 1500 meter halve finale              |            |
| 23:10                     | 22:10       | Mannen speerwerpen tienkamp groep B          |            |
| 23:50                     | 22:50       | Vrouwen 400 meter finale                     |            |
| 00:05                     | 23:05       | Vrouwen 800 meter zevenkamp                  |            |
| 00:25                     | 23:25       | Mannen 1500 meter tienkamp                   |            |
| Vrijdag 4 oktober         |             |                                              |            |
| 20:10                     | 19:10       | Mannen 1500 meter halve finale               |            |
| 20:15                     | 19:15       | Mannen hoogspringen finale                   |            |
| 20:40                     | 19:40       | Vrouwen 4x100 meter estafette heats          |            |
| 21:00                     | 20:00       | Vrouwen discuswerpen finale                  |            |
| 21:05                     | 20:05       | Mannen 4x100 meter estafette heats           |            |
| 21:30                     | 20:30       | Vrouwen 400 meter horden finale              |            |
| 21:45                     | 20:45       | Mannen 3000 meter hindernisloop finale       |            |
| 22:20                     | 21:20       | Mannen 400 meter finale                      |            |
| 23:30                     | 22:30       | Mannen 20 kilometer snelwandelen finale      |            |
| Zaterdag 5 oktober        |             |                                              |            |
| 16:30                     | 15:30       | Mannen speerwerpen kwalificatie groep A      |            |
| 17:15                     | 16:15       | Vrouwen 100 meter horden heats               |            |
| 17:50                     | 16:50       | Vrouwen verspringen kwalificatie             |            |
| 18:00                     | 17:00       | Mannen speerwerpen kwalificatie groep B      |            |
| 19:55                     | 18:55       | Vrouwen 4x400 meter estafette heats          |            |
| 20:05                     | 19:05       | Mannen kogelstoten finale                    |            |
| 20:25                     | 19:25       | Mannen 4x400 meter estafette heats           |            |
| 20:35                     | 19:35       | Vrouwen hink-stap-sprong finale              |            |
| 20:55                     | 19:55       | Vrouwen 1500 meter finale                    |            |
| 21:25                     | 20:25       | Vrouwen 5000 meter finale                    |            |
| 22:05                     | 21:05       | Vrouwen 4x100 meter estafette finale         |            |
| 22:15                     | 21:15       | Mannen 4x100 meter estafette finale          |            |
| 23:59                     | 22:59       | Mannen marathon finale                       |            |
| Zondag 6 oktober          |             |                                              |            |
| 19:05                     | 18:05       | Vrouwen 100 meter horden halve finale        |            |
| 19:15                     | 18:15       | Vrouwen verspringen finale                   |            |
| 19:40                     | 18:40       | Mannen 1500 meter finale                     |            |
| 19:55                     | 18:55       | Mannen speerwerpen finale                    |            |
| 20:00                     | 19:00       | Mannen 10.000 meter finale                   |            |
| 20:50                     | 19:50       | Vrouwen 100 meter horden finale              |            |
| 21:15                     | 20:15       | Vrouwen 4x400 meter estafette finale         |            |
| 21:30                     | 20:30       | Mannen 4x400 meter estafette finale          |            |

## Resultaten

### 100 m
| Mannen | Mannen            | Mannen | Mannen   |
| #      | Atleet            | Land   | Tijd     |
| ------ | ----------------- | ------ | -------- |
| Goud   | Christian Coleman | USA    | WL 9,76  |
| Zilver | Justin Gatlin     | USA    | 9,89     |
| Brons  | Andre De Grasse   | CAN    | PB 9,90  |
| 4      | Akani Simbine     | RSA    | SB 9,93  |
| 5      | Yohan Blake       | JAM    | 9,97     |
| 6      | Zharnel Hughes    | GBR    | 10,03    |
| 7      | Filippo Tortu     | ITA    | SB 10,07 |
| 8      | Aaron Brown       | CAN    | 10,08    |

| Vrouwen | Vrouwen                 | Vrouwen | Vrouwen  |
| #       | Atlete                  | Land    | Tijd     |
| ------- | ----------------------- | ------- | -------- |
| Goud    | Shelly-Ann Fraser-Pryce | JAM     | WL 10,71 |
| Zilver  | Dina Asher-Smith        | GBR     | NR 10,83 |
| Brons   | Marie-Josée Ta Lou      | CIV     | 10,90    |
| 4       | Elaine Thompson         | JAM     | 10,93    |
| 5       | Murielle Ahouré         | CIV     | SB 11,02 |
| 6       | Jonielle Smith          | JAM     | 11,06    |
| 7       | Teahna Daniels          | USA     | 11,19    |
| 8       | Dafne Schippers         | NED     | DNS      |

### 200 m
| Mannen | Mannen          | Mannen | Mannen   |
| #      | Atleet          | Land   | Tijd     |
| ------ | --------------- | ------ | -------- |
| Goud   | Noah Lyles      | USA    | 19,83    |
| Zilver | Andre De Grasse | CAN    | 19,95    |
| Brons  | Álex Quiñónez   | ECU    | 19,98    |
| 4      | Adam Gemili     | GBR    | SB 20,03 |
| 5      | Ramil Goelijev  | TUR    | 20,07    |
| 6      | Aaron Brown     | CAN    | 20,10    |
| 7      | Xie Zhenye      | CHN    | 20,14    |
| 8      | Kyle Greaux     | TRI    | 20,39    |

| Vrouwen | Vrouwen            | Vrouwen | Vrouwen  |
| #       | Atlete             | Land    | Tijd     |
| ------- | ------------------ | ------- | -------- |
| Goud    | Dina Asher-Smith   | GBR     | NR 21,88 |
| Zilver  | Brittany Brown     | USA     | PB 22,22 |
| Brons   | Mujinga Kambundji  | SUI     | 22,51    |
| 4       | Anglerne Annelus   | USA     | 22,59    |
| 5       | Dezerea Bryant     | USA     | 22,63    |
| 6       | Gina Bass          | GAM     | 22,71    |
| 7       | Ivet Lalova-Collio | BUL     | 22,77    |
| 8       | Tynia Gaither      | BAH     | 22,90    |

### 400 m
| Mannen | Mannen           | Mannen | Mannen   |
| #      | Atleet           | Land   | Tijd     |
| ------ | ---------------- | ------ | -------- |
| Goud   | Steven Gardiner  | BAH    | NR 43,48 |
| Zilver | Anthony Zambrano | COL    | AR 44,15 |
| Brons  | Fred Kerley      | USA    | 44,17    |
| 4      | Demish Gaye      | JAM    | PB 44,46 |
| 5      | Kirani James     | GRN    | 44,54    |
| 6      | Emmanuel Korir   | KEN    | 44,94    |
| 7      | Machel Cedenio   | TRI    | 45,30    |
| 8      | Akeem Bloomfield | JAM    | 45,36    |

| Vrouwen | Vrouwen                 | Vrouwen | Vrouwen  |
| #       | Atlete                  | Land    | Tijd     |
| ------- | ----------------------- | ------- | -------- |
| Goud    | Salwa Eid Naser         | BRN     | WL 48,14 |
| Zilver  | Shaunae Miller-Uibo     | BAH     | AR 48,37 |
| Brons   | Shericka Jackson        | JAM     | PB 49,47 |
| 4       | Wadeline Jonathas       | USA     | PB 49,60 |
| 5       | Phyllis Francis         | USA     | PB 49,61 |
| 6       | Stephenie Ann McPherson | JAM     | 50,89    |
| 7       | Justyna Święty-Ersetic  | POL     | 50,95    |
| 8       | Iga Baumgart-Witan      | POL     | 51,29    |

### 800 m
| Mannen | Mannen          | Mannen | Mannen     |
| #      | Atleet          | Land   | Tijd       |
| ------ | --------------- | ------ | ---------- |
| Goud   | Donavan Brazier | USA    | CR 1.42,34 |
| Zilver | Amel Tuka       | BIH    | SB 1.43,47 |
| Brons  | Ferguson Rotich | KEN    | 1.43,82    |
| 4      | Bryce Hoppel    | USA    | PB 1.44,25 |
| 5      | Wesley Vázquez  | PUR    | 1.44,48    |
| 6      | Adrián Ben      | ESP    | 1.45,58    |
| 7      | Marco Arop      | CAN    | 1.45,78    |
| 8      | Clayton Murphy  | USA    | 1.47,84    |

| Vrouwen | Vrouwen             | Vrouwen | Vrouwen    |
| #       | Atlete              | Land    | Tijd       |
| ------- | ------------------- | ------- | ---------- |
| Goud    | Halimah Nakaayi     | UGA     | NR 1.58,04 |
| Zilver  | Raevyn Rogers       | USA     | SB 1.58,18 |
| Brons   | Ajeé Wilson         | USA     | 1.58,84    |
| 4       | Winnie Nanyondo     | UGA     | 1.59,18    |
| 5       | Eunice Jepkoech Sum | KEN     | 1.59,71    |
| 6       | Natoya Goule        | JAM     | 2.00,11    |
| 7       | Rababe Arafi        | MAR     | 2.00,48    |
| 8       | Ce'Aira Brown       | USA     | 2.02,97    |

### 1500 m
| Mannen | Mannen             | Mannen | Mannen     |
| #      | Atleet             | Land   | Tijd       |
| ------ | ------------------ | ------ | ---------- |
| Goud   | Timothy Cheruiyot  | KEN    | 3.29,26    |
| Zilver | Taoufik Makhloufi  | ALG    | SB 3.31,38 |
| Brons  | Marcin Lewandowski | POL    | NR 3.31,46 |
| 4      | Jakob Ingebrigtsen | NOR    | 3.31,70    |
| 5      | Jake Wightman      | GBR    | PB 3.31,87 |
| 6      | Josh Kerr          | GBR    | PB 3.32,52 |
| 7      | Ronald Kwemoi      | KEN    | SB 3.32,72 |
| 8      | Matthew Centrowitz | USA    | SB 3.32,81 |

| Vrouwen | Vrouwen                    | Vrouwen | Vrouwen    |
| #       | Atlete                     | Land    | Tijd       |
| ------- | -------------------------- | ------- | ---------- |
| Goud    | Sifan Hassan               | NED     | CR 3.51,95 |
| Zilver  | Faith Chepngetich Kipyegon | KEN     | NR 3.54,22 |
| Brons   | Gudaf Tsegay               | ETH     | PB 3.54,38 |
| 4       | Shelby Houlihan            | USA     | AR 3.54,99 |
| 5       | Laura Muir                 | GBR     | SB 3.55,76 |
| 6       | Gabriela Debues-Stafford   | CAN     | NR 3.56,12 |
| 7       | Winny Chebet               | KEN     | PB 3.58,20 |
| 8       | Jennifer Simpson           | USA     | SB 3.58,42 |

### 5000 m
| Mannen | Mannen                   | Mannen | Mannen      |
| #      | Atleet                   | Land   | Tijd        |
| ------ | ------------------------ | ------ | ----------- |
| Goud   | Muktar Edris             | ETH    | SB 12.58,85 |
| Zilver | Selemon Barega           | ETH    | 12.59,70    |
| Brons  | Mohammed Ahmed           | CAN    | 13.01,11    |
| 4      | Telahun Haile Bekele     | ETH    | 13.02,29    |
| 5      | Jakob Ingebrigtsen       | NOR    | 13.02,93    |
| 6      | Jacob Krop               | KEN    | PB 13.03,08 |
| 7      | Paul Chelimo             | USA    | SB 13.04,60 |
| 8      | Nicholas Kipkorir Kimeli | KEN    | 13.05,27    |

| Vrouwen | Vrouwen                 | Vrouwen | Vrouwen     |
| #       | Atlete                  | Land    | Tijd        |
| ------- | ----------------------- | ------- | ----------- |
| Goud    | Hellen Obiri            | KEN     | CR 14.26,72 |
| Zilver  | Margaret Kipkemboi      | KEN     | PB 14.27,49 |
| Brons   | Konstanze Klosterhalfen | GER     | 14.28,43    |
| 4       | Tsehay Gemechu          | ETH     | PB 14.29,60 |
| 5       | Lilian Rengeruk         | KEN     | PB 14.36,05 |
| 6       | Fantu Worku             | ETH     | PB 14.40,47 |
| 7       | Laura Weightman         | GBR     | PB 14.44,57 |
| 8       | Hawi Feysa              | ETH     | 14.44,92    |

### 10.000 m
| Mannen | Mannen               | Mannen | Mannen      |
| #      | Atleet               | Land   | Tijd        |
| ------ | -------------------- | ------ | ----------- |
| Goud   | Joshua Cheptegei     | UGA    | WL 26.48,36 |
| Zilver | Yomif Kejelcha       | ETH    | 26.49,34    |
| Brons  | Andamlak Belihu      | ETH    | 26.56,71    |
| 4      | Mohammed Ahmed       | CAN    | NR 26.59,35 |
| 5      | Lopez Lomong         | USA    | 27.04,35    |
| 6      | Yemaneberhan Crippa  | ITA    | NR 27.10,76 |
| 7      | Hagos Gebrhiwet      | ETH    | 27.11,37    |
| 8      | Shadrack Kipchirchir | USA    | 27.24,74    |

| Vrouwen | Vrouwen                 | Vrouwen | Vrouwen     |
| #       | Atlete                  | Land    | Tijd        |
| ------- | ----------------------- | ------- | ----------- |
| Goud    | Sifan Hassan            | NED     | WL 30.17,62 |
| Zilver  | Letesenbet Gidey        | ETH     | PB 30.21,23 |
| Brons   | Agnes Tirop             | KEN     | PB 30.25,20 |
| 4       | Rosemary Monica Wanjiru | KEN     | PB 30.35,75 |
| 5       | Hellen Obiri            | KEN     | PB 30.35,82 |
| 6       | Senbere Teferi          | ETH     | SB 30.44,23 |
| 7       | Susan Krumins           | NED     | PB 31.05,40 |
| 8       | Marielle Hall           | USA     | PB 31.05,71 |

### 3000 m steeple
| Mannen | Mannen              | Mannen | Mannen     |
| #      | Atleet              | Land   | Tijd       |
| ------ | ------------------- | ------ | ---------- |
| Goud   | Conseslus Kipruto   | KEN    | WL 8.01,35 |
| Zilver | Lamecha Girma       | ETH    | NR 8.01,36 |
| Brons  | Soufiane El Bakkali | MAR    | SB 8.03,76 |
| 4      | Getnet Wale         | ETH    | PB 8.05,21 |
| 5      | Djilali Bedrani     | FRA    | PB 8.05,23 |
| 6      | Benjamin Kigen      | KEN    | 8.06,95    |
| 7      | Abraham Kibiwot     | KEN    | 8.08,52    |
| 8      | Hillary Bor         | USA    | 8.09,33    |

| Vrouwen | Vrouwen               | Vrouwen | Vrouwen    |
| #       | Atlete                | Land    | Tijd       |
| ------- | --------------------- | ------- | ---------- |
| Goud    | Beatrice Chepkoech    | KEN     | CR 8.57,84 |
| Zilver  | Emma Coburn           | USA     | PB 9.02,35 |
| Brons   | Gesa Felicitas Krause | GER     | NR 9.03,30 |
| 4       | Winfred Mutile Yavi   | BRN     | PB 9.05,68 |
| 5       | Peruth Chemutai       | UGA     | SB 9.11,08 |
| 6       | Courtney Frerichs     | USA     | 9.11,27    |
| 7       | Anna Emilie Møller    | DEN     | NR 9.13,46 |
| 8       | Hyvin Jepkemoi        | KEN     | 9.13,53    |

### 110 m horden/100 m horden
| Mannen | Mannen                  | Mannen | Mannen |
| #      | Atleet                  | Land   | Tijd   |
| ------ | ----------------------- | ------ | ------ |
| Goud   | Grant Holloway          | USA    | 13,10  |
| Zilver | Sergej Sjoebenkov       | ANA    | 13,15  |
| Brons  | Pascal Martinot-Lagarde | FRA    | 13,18  |
| Brons  | Orlando Ortega          | ESP    | 13,30  |
| 5      | Wenjun Xie              | CHN    | 13,29  |
| 6      | Shane Brathwaite        | BAR    | 13,61  |
| 7      | Devon Allen             | USA    | 13,70  |
| 8      | Milan Trajkovic         | CYP    | 13,87  |
| -      | Omar McLeod             | JAM    | DQ     |

| Vrouwen | Vrouwen              | Vrouwen | Vrouwen  |
| #       | Atlete               | Land    | Tijd     |
| ------- | -------------------- | ------- | -------- |
| Goud    | Nia Ali              | USA     | 12,34    |
| Zilver  | Kendra Harrison      | USA     | 12,46    |
| Brons   | Danielle Williams    | JAM     | 12,47    |
| 4       | Oluwatobiloba Amusan | NGR     | 12,49    |
| 5       | Andrea Vargas        | CRC     | NR 12,64 |
| 6       | Nadine Visser        | NED     | 12,66    |
| 7       | Janeek Brown         | JAM     | 12,68    |
| 8       | Megan Simmonds       | JAM     | DNF      |

### 400 m horden
| Mannen | Mannen              | Mannen | Mannen   |
| #      | Atleet              | Land   | Tijd     |
| ------ | ------------------- | ------ | -------- |
| Goud   | Karsten Warholm     | NOR    | 47,42    |
| Zilver | Rai Benjamin        | USA    | 47,66    |
| Brons  | Abederrahman Samba  | QAT    | 48,03    |
| 4      | Kyron McMaster      | IVB    | SB 48,10 |
| 5      | TJ Holmes           | USA    | PB 48,20 |
| 6      | Yasmani Copello     | TUR    | SB 48,25 |
| 7      | Alison Dos Santos   | BRA    | PB 48,28 |
| 8      | Abdelmalik Lahoulou | ALG    | 49,46    |

| Vrouwen | Vrouwen           | Vrouwen | Vrouwen  |
| #       | Atlete            | Land    | Tijd     |
| ------- | ----------------- | ------- | -------- |
| Goud    | Dalilah Muhammad  | USA     | WR 52,16 |
| Zilver  | Sydney McLaughlin | USA     | PB 52,23 |
| Brons   | Rushell Clayton   | JAM     | 53,74    |
| 4       | Léa Sprunger      | SUI     | 54,06    |
| 5       | Zuzana Hejnová    | CZE     | 54,23    |
| 6       | Ashley Spencer    | USA     | 54,45    |
| 7       | Anna Rizjikova    | BLR     | 54,45    |
| 8       | Sage Watson       | CAN     | 54,82    |

### 4 x 100 m estafette
| Mannen | Mannen                                                                       | Mannen | Mannen   |
| #      | Atleet                                                                       | Land   | Tijd     |
| ------ | ---------------------------------------------------------------------------- | ------ | -------- |
| Goud   | Christian Coleman Justin Gatlin Michael Rodgers Noah Lyles                   | USA    | WL 37,10 |
| Zilver | Adam Gemili Zharnel Hughes Richard Kilty Nethaneel Mitchell-Blake            | GBR    | AR 37,36 |
| Brons  | Shuhei Tada Kirara Shiraishi Yoshihide Kiryu Abdul Hakim Sani Brown          | JPN    | AR 37,43 |
| 4      | Rodrigo do Nascimento Vitor dos Santos Derick Silva Paulo Camilo de Oliveira | BRA    | AR 37,72 |
| 5      | Thando Dlodlo Simon Magakwe Clarence Munjai Akani Simbine                    | RSA    | 37,73    |
| 6      | Su Bingtian Xu Zhouzheng Wu Zhiqiang Bie Ge                                  | CHN    | 38,07    |
| 7      | Joris van Gool Taymir Burnet Hensley Paulina Churandy Martina                | NED    | DSQ      |
| 8      | Amaury Golitin Jimmy Vicaut Méba-Mickaël Zeze Christophe Lemaitre            | FRA    | DNS      |

| Vrouwen | Vrouwen                                                                   | Vrouwen | Vrouwen  |
| #       | Atlete                                                                    | Land    | Tijd     |
| ------- | ------------------------------------------------------------------------- | ------- | -------- |
| Goud    | Natalliah Whyte Shelly-Ann Fraser-Pryce Jonielle Smith Shericka Jackson   | JAM     | WL 41,44 |
| Zilver  | Asha Philip Dina Asher-Smith Ashleigh Nelson Daryll Neita                 | GBR     | SB 41,85 |
| Brons   | Dezerea Bryant Teahna Daniels Morolake Akinosun Kiara Parker              | USA     | SB 42,10 |
| 4       | Ajla Del Ponte Sarah Atcho Mujinga Kambundji Salomé Kora                  | SUI     | NR 42,18 |
| 5       | Lisa Marie Kwayie Yasmin Kwadwo Jessica-Bianca Wessolly Gina Lückenkemper | GER     | 42,48    |
| 6       | Semoy Hackett Kelly-Ann Baptiste Mauricia Prieto Kamaria Durant           | TRI     | SB 42,71 |
| 7       | Johanelis Herrara Abreu Gloria Hooper Anna Bongiorni Irene Siragusa       | ITA     | 42,98    |
| 8       | Xiaojing Liang Yongli Wei Lingwei Kong Manqi Ge                           | CHN     | DSQ      |

### 4 x 400 m estafette
| Mannen | Mannen                                                           | Mannen | Mannen     |
| #      | Atleet                                                           | Land   | Hoogte     |
| ------ | ---------------------------------------------------------------- | ------ | ---------- |
| Goud   | Fred Kerley Michael Cherry Wilbert London Rai Benjamin           | USA    | WL 2.56,69 |
| Zilver | Akeem Bloomfield Nathon Allen Terry Thomas Demish Gaye           | JAM    | 2.57,90    |
| Brons  | Jonathan Sacoor Robin Vanderbemden Dylan Borlée Kevin Borlée     | BEL    | 2.58,78    |
| 4      | Jhon Perlaza Diego Palomeque Jhon Solís Anthony Zambrano         | COL    | NR 2.59,50 |
| 5      | Asa Guevara Jereem Richards Deon Lendore Machel Cedenio          | TRI    | 3.00,74    |
| 6      | Davide Re Vladimir Aceti Matteo Galvan Edoardo Scotti            | ITA    | 3.02,74    |
| 7      | Ludvy Vaillant Christopher Naliali Thomas Jordier Mame-Ibra Anne | FRA    | 3.03,06    |
| 8      | Cameron Chalmers Toby Harries Rabah Yousif Lee Thompson          | GBR    | DNF        |

| Vrouwen | Vrouwen                                                                                   | Vrouwen | Vrouwen    |
| #       | Atlete                                                                                    | Land    | Tijd       |
| ------- | ----------------------------------------------------------------------------------------- | ------- | ---------- |
| Goud    | Phyllis Francis Sydney McLaughlin Dalilah Muhammad Wadeline Jonathas                      | USA     | WL 3.18,92 |
| Zilver  | Iga Baumgart-Witan Patrycja Wyciszkiewicz Małgorzata Hołub-Kowalik Justyna Święty-Ersetic | POL     | NR 3.21,89 |
| Brons   | Anastasia Le-Roy Tiffany James Stephenie Ann McPherson Shericka Jackson                   | JAM     | 3.22,37    |
| 4       | Zoey Clark Jodie Williams Emily Diamond Laviai Nielsen                                    | GBR     | 3.23,02    |
| 5       | Hanne Claes Imke Vervaet Paulien Couckuyt Camille Laus                                    | BEL     | 3.27,15    |
| 6       | Kateryna Klymiuk Olha Lyakhova Tetyana Melnyk Hanna Ryzhykova                             | UKR     | 3.27,48    |
| 7       | Lieke Klaver Lisanne de Witte Bianca Baak Femke Bol                                       | NED     | 3.27,89    |
| 8       | Alicia Brown Aiyanna Stiverne Madeline Price Sage Watson                                  | CAN     | DQ         |

| Gemengd | Gemengd                                                                       | Gemengd | Gemengd    |
| #       | Atleet                                                                        | Land    | Hoogte     |
| ------- | ----------------------------------------------------------------------------- | ------- | ---------- |
| Goud    | Wilbert London Allyson Felix Courtney Okolo Michael Cherry                    | USA     | WR 3.09,34 |
| Zilver  | Nathon Allen Roneisha McGregor Tiffany James Javon Francis                    | JAM     | NR 3.11,78 |
| Brons   | Musa Isah Aminat Jamal Salwa Eid Naser Abbas Abubakar Abbas                   | BRN     | AR 3.11,82 |
| 4       | Rabah Yousif Zoey Clark Emily Diamond Martyn Rooney                           | GBR     | AR 3.12,27 |
| 5       | Wiktor Suwara Rafał Omelko Iga Baumgart-Witan Justyna Święty-Ersetic          | POL     | NR 3.12,33 |
| 6       | Dylan Borlée Hanne Claes Camille Laus Kevin Borlée                            | BEL     | NR 3.14,22 |
| 7       | Yahiya Muhammed Unas Velluva Koroth Vismaya Jisna Mathew Noah Nirmal Tom      | IND     | SB 3.15,77 |
| 8       | Lucas Carvalho Tiffani Silva Marinho Geisa Aparecida Coutinho Alexander Russo | BRA     | 3.16,22    |

### Hoogspringen
| Mannen | Mannen             | Mannen | Mannen  |
| #      | Atleet             | Land   | Hoogte  |
| ------ | ------------------ | ------ | ------- |
| Goud   | Mutaz Essa Barshim | QAT    | WL 2,37 |
| Zilver | Mikhail Akimenko   | ANA    | PB 2,35 |
| Brons  | Ilja Ivanjuk       | ANA    | PB 2,35 |
| 4      | Maksim Nedasekau   | BLR    | 2,33    |
| 5      | Luis Enrique Zayas | CUB    | PB 2,30 |
| 6      | Brandon Starc      | AUS    | SB 2,30 |
| 7      | Michael Mason      | CAN    | 2,30    |
| 8      | Hup Wei Lee        | MAS    | 2,27    |

| Vrouwen | Vrouwen               | Vrouwen | Vrouwen |
| #       | Atlete                | Land    | Hoogte  |
| ------- | --------------------- | ------- | ------- |
| Goud    | Maria Lasitskene      | ANA     | 2,04    |
| Zilver  | Jaroslava Mahoetsjich | UKR     | WJ 2,04 |
| Brons   | Vashti Cunningham     | USA     | PB 2,00 |
| 4       | Joelija Levtsjenko    | UKR     | 2,00    |
| 5       | Kamila Lićwinko       | POL     | SB 1,98 |
| 6       | Karyna Demidik        | BLR     | 1,96    |
| 7       | Ana Šimić             | CRO     | 1,93    |
| 8       | Tynita Butts          | USA     | PB 1,93 |

### Polsstokhoogspringen
| Mannen | Mannen                 | Mannen | Mannen |
| #      | Atleet                 | Land   | Hoogte |
| ------ | ---------------------- | ------ | ------ |
| Goud   | Sam Kendricks          | USA    | 5,97   |
| Zilver | Armand Duplantis       | SWE    | 5,97   |
| Brons  | Piotr Lisek            | POL    | 5,87   |
| 4      | Bo Kanda Lita Baehre   | GER    | 5,70   |
| 5      | Thiago Braz da Silva   | BRA    | 5,70   |
| 6      | Raphael Holzdeppe      | GER    | 5,70   |
| 6      | Valentin Lavillenie    | FRA    | 5,70   |
| 8      | Claudio Michel Stecchi | ITA    | 5,70   |

| Vrouwen | Vrouwen             | Vrouwen | Vrouwen   |
| #       | Atlete              | Land    | Hoogte    |
| ------- | ------------------- | ------- | --------- |
| Goud    | Anzjelika Sidorova  | ANA     | WL 4,95 m |
| Zilver  | Sandi Morris        | USA     | 4,90m     |
| Brons   | Ekaterini Stefanidi | GRE     | 4,85m     |
| 4       | Holly Bradshaw      | GBR     | 4,80m     |
| 5       | Alysha Newman       | CAN     | 4,80m     |
| 6       | Angelica Bengtsson  | SWE     | 4,80m     |
| 7       | Katie Nageotte      | USA     | 4,70 m    |
| 7       | Robeilys Peinado    | VEN     | 4,70 m    |
| 7       | Jennifer Suhr       | USA     | 4,70 m    |
| 7       | Iryna Zhuk          | BLR     | 4,70 m    |

### Verspringen
| Mannen | Mannen                 | Mannen | Mannen  |
| #      | Atleet                 | Land   | Afstand |
| ------ | ---------------------- | ------ | ------- |
| Goud   | Tajay Gayle            | JAM    | WL 8,69 |
| Zilver | Jeff Henderson         | USA    | SB 8,39 |
| Brons  | Juan Miguel Echevarría | CUB    | 8,34    |
| 4      | Luvo Manyonga          | RSA    | 8,28    |
| 5      | Ruswahl Samaai         | RSA    | SB 8,23 |
| 6      | Wang Jianan            | CHN    | SB 8,20 |
| 7      | Eusebio Cáceres        | ESP    | 8,01    |
| 8      | Yuki Hashioka          | JPN    | 7,97    |

| Vrouwen | Vrouwen                     | Vrouwen | Vrouwen   |
| #       | Atlete                      | Land    | Afstand   |
| ------- | --------------------------- | ------- | --------- |
| Goud    | Malaika Mihambo             | GER     | WL 7,30 m |
| Zilver  | Maryna Bech                 | UKR     | 6,92 m    |
| Brons   | Ese Brume                   | NGR     | 6,91 m    |
| 4       | Tori Bowie                  | USA     | 6,81 m    |
| 5       | Nastassia Mironchyk-Ivanova | BLR     | 6,76 m    |
| 6       | Alina Rotaru                | ROU     | 6,71 m    |
| 7       | Abigail Irozuru             | GBR     | 6,64 m    |
| 8       | Chanice Porter              | JAM     | 6,56 M    |

### Hink-stap-springen
| Mannen | Mannen               | Mannen | Mannen   |
| #      | Atleet               | Land   | Afstand  |
| ------ | -------------------- | ------ | -------- |
| Goud   | Christian Taylor     | USA    | 17,92    |
| Zilver | Will Claye           | USA    | 17,74    |
| Brons  | Hugues Fabrice Zango | BUR    | AR 17,66 |
| 4      | Pedro Pablo Pichardo | POR    | 17,62    |
| 5      | Cristian Nápoles     | CUB    | 17,38    |
| 6      | Donald Scott         | USA    | 17,17    |
| 7      | Alexis Copello       | AZE    | 17,10    |
| 8      | Jordan Díaz          | CUB    | 17,06    |

| Vrouwen | Vrouwen           | Vrouwen | Vrouwen |
| #       | Atlete            | Land    | Afstand |
| ------- | ----------------- | ------- | ------- |
| Goud    | Yulimar Rojas     | VEN     | 15,37   |
| Zilver  | Shanieka Ricketts | JAM     | 14,92   |
| Brons   | Caterine Ibargüen | COL     | 14,73   |
| 4       | Kimberly Williams | JAM     | 14,64   |
| 5       | Olha Saladoecha   | UKR     | 14,52   |
| 6       | Ana Peleteiro     | ESP     | 14,47   |
| 7       | Keturah Orji      | USA     | 14,46   |
| 8       | Patrícia Mamona   | POR     | 14,40   |

### Kogelstoten
| Mannen | Mannen                | Mannen | Mannen   |
| #      | Atleet                | Land   | Afstand  |
| ------ | --------------------- | ------ | -------- |
| Goud   | Joe Kovacs            | USA    | CR 22,91 |
| Zilver | Ryan Crouser          | USA    | 22,90    |
| Brons  | Tom Walsh             | NZL    | AR 22,90 |
| 4      | Darlan Romani         | BRA    | 22,53    |
| 5      | Darrell Hill          | USA    | 21,65    |
| 6      | Konrad Bukowiecki     | POL    | 21,46    |
| 7      | Jacko Gill            | NZL    | 21,45    |
| 8      | Chukwuebuka Enekwechi | NGR    | 21,18    |

| Vrouwen | Vrouwen             | Vrouwen | Vrouwen |
| #       | Atlete              | Land    | Afstand |
| ------- | ------------------- | ------- | ------- |
| Goud    | Gong Lijiao         | CHN     | 19,55   |
| Zilver  | Danniel Thomas-Dodd | JAM     | 19,47   |
| Brons   | Christina Schwanitz | GER     | 19,17   |
| 4       | Magdalyn Ewen       | USA     | 18,93   |
| 5       | Anita Márton        | HUN     | 18,86   |
| 6       | Aliona Dubitskaya   | BLR     | 18,86   |
| 7       | Chase Ealey         | USA     | 18,82   |
| 8       | Brittany Crew       | CAN     | 18,55   |

### Discuswerpen
| Mannen | Mannen                   | Mannen | Mannen   |
| #      | Atleet                   | Land   | Afstand  |
| ------ | ------------------------ | ------ | -------- |
| Goud   | Daniel Ståhl             | SWE    | 67,59    |
| Zilver | Fedrick Dacres           | JAM    | 66,94    |
| Brons  | Lukas Weißhaidinger      | AUT    | 66,82    |
| 4      | Alin Alexandru Firfirica | ROU    | 66,46    |
| 5      | Apostolos Parellis       | CYP    | NR 66,32 |
| 6      | Matthew Denny            | AUS    | PB 65,43 |
| 7      | Ehsan Hadadi             | IRI    | 65,16    |
| 8      | Martin Wierig            | GER    | 64,98    |

| Vrouwen | Vrouwen          | Vrouwen | Vrouwen |
| #       | Atlete           | Land    | Afstand |
| ------- | ---------------- | ------- | ------- |
| Goud    | Yaimé Pérez      | CUB     | 69,17   |
| Zilver  | Denia Caballero  | CUB     | 68,44   |
| Brons   | Sandra Perković  | CRO     | 66,72   |
| 4       | Chen Yang        | CHN     | 63,38   |
| 5       | Feng Bin         | CHN     | 62,48   |
| 6       | Fernanda Martins | BRA     | 62,44   |
| 7       | Valarie Allman   | USA     | 61,82   |
| 8       | Nadine Müller    | GER     | 61,55   |

### Kogelslingeren
| Mannen | Mannen            | Mannen | Mannen  |
| #      | Atleet            | Land   | Afstand |
| ------ | ----------------- | ------ | ------- |
| Goud   | Paweł Fajdek      | POL    | 80,50 m |
| Zilver | Quentin Bigot     | FRA    | 78,19 m |
| Brons  | Bence Halász      | HUN    | 78,18 m |
| Brons  | Wojciech Nowicki  | POL    | 77,69 m |
| 5      | Mychajlo Kochan   | UKR    | 77,39 m |
| 6      | Eivind Henriksen  | NOR    | 77,07 m |
| 7      | Javier Cienfuegos | ESP    | 76,57 m |
| 8      | Hleb Dudarau      | BLR    | 76,00 m |

| Vrouwen | Vrouwen             | Vrouwen | Vrouwen  |
| #       | Atlete              | Land    | Afstand  |
| ------- | ------------------- | ------- | -------- |
| Goud    | DeAnna Price        | USA     | 77,54    |
| Zilver  | Joanna Fiodorow     | POL     | PB 76,35 |
| Brons   | Wang Zheng          | CHN     | 74,76    |
| 4       | Zalina Petrivskaja  | MDA     | 74,33    |
| 5       | Iryna Klimets       | UKR     | PB 73,56 |
| 6       | Alexandra Tavernier | FRA     | 73,33    |
| 7       | Hanna Skydan        | AZE     | 72,83    |
| 8       | Luo Na              | CHN     | 72,04    |

### Speerwerpen
| Mannen | Mannen           | Mannen | Mannen  |
| #      | Atleet           | Land   | Afstand |
| ------ | ---------------- | ------ | ------- |
| Goud   | Anderson Peters  | GRN    | 86,89 m |
| Zilver | Magnus Kirt      | EST    | 86,21 m |
| Brons  | Johannes Vetter  | GER    | 85,37 m |
| 4      | Lassi Etelätalo  | FIN    | 82,49 m |
| 5      | Jakub Vadlejch   | CZE    | 82,19 m |
| 6      | Julian Weber     | GER    | 81,29 m |
| 7      | Marcin Krukowski | POL    | 80,56 m |
| 8      | Kim Amb          | SWE    | 80,42 m |

| Vrouwen | Vrouwen               | Vrouwen | Vrouwen  |
| #       | Atlete                | Land    | Afstand  |
| ------- | --------------------- | ------- | -------- |
| Goud    | Kelsey-Lee Barber     | AUS     | 66,56    |
| Zilver  | Liu Shiying           | CHN     | SB 65,88 |
| Brons   | Lü Huihui             | CHN     | 65,49    |
| 4       | Christin Hussong      | GER     | 65,21    |
| 5       | Kara Winger           | USA     | 63,23    |
| 6       | Tatsjana Chaladovitsj | BLR     | 62,54    |
| 7       | Sara Kolak            | CRO     | 62,28    |
| 8       | Annu Rani             | IND     | 61,12    |

### Tienkamp/Zevenkamp
| Mannen | Mannen          | Mannen | Mannen |
| #      | Atleet          | Land   | Punten |
| ------ | --------------- | ------ | ------ |
| Goud   | Niklas Kaul     | GER    | 8691   |
| Zilver | Maicel Uibo     | EST    | 8604   |
| Brons  | Damian Warner   | CAN    | 8529   |
| 4      | Ilya Shkurenyov | ANA    | 8494   |
| 5      | Pierce LePage   | CAN    | 8445   |
| 6      | Janek Õiglane   | EST    | 8297   |
| 7      | Pieter Braun    | NED    | 8222   |
| 8      | Solomon Simmons | USA    | 8151   |

| Vrouwen (details) | Vrouwen (details)         | Vrouwen (details) | Vrouwen (details) |
| #                 | Atlete                    | Land              | Punten            |
| ----------------- | ------------------------- | ----------------- | ----------------- |
| Goud              | Katarina Johnson-Thompson | GBR               | WL 6981           |
| Zilver            | Nafissatou Thiam          | BEL               | 6677              |
| Brons             | Verena Preiner            | AUT               | 6560              |
| 4                 | Erica Bougard             | USA               | 6470              |
| 5                 | Kendell Williams          | USA               | 6415              |
| 6                 | Nadine Broersen           | NED               | 6392              |
| 7                 | Emma Oosterwegel          | NED               | 6250              |
| 8                 | Odile Ahouanwanou         | BEN               | 6210              |

### Marathon
| Mannen | Mannen               | Mannen | Mannen  |
| #      | Atleet               | Land   | Tijd    |
| ------ | -------------------- | ------ | ------- |
| Goud   | Lelisa Desisa        | ETH    | 2:10.40 |
| Zilver | Mosinet Geremew      | ETH    | 2:10.44 |
| Brons  | Amos Kipruto         | KEN    | 2:10.51 |
| 4      | Callum Hawkins       | GBR    | 2:10.57 |
| 5      | Stephen Mokoka       | RSA    | 2:11.09 |
| 6      | Zersenay Tadese      | ERI    | 2:11.29 |
| 7      | El-Hassan El-Abbassi | BRN    | 2:11.44 |
| 8      | Hamza Sahli          | MAR    | 2:11.49 |

| Vrouwen | Vrouwen          | Vrouwen | Vrouwen    |
| #       | Atlete           | Land    | Tijd       |
| ------- | ---------------- | ------- | ---------- |
| Goud    | Ruth Chepngetich | KEN     | 2:32.43    |
| Zilver  | Rose Chelimo     | BRN     | 2:33.46    |
| Brons   | Helalia Johannes | NAM     | 2:34.15    |
| 4       | Edna Kiplagat    | KEN     | SB 2:35.36 |
| 5       | Volha Mazuronak  | BLR     | 2:36.21    |
| 6       | Roberta Groner   | USA     | 2:38.44    |
| 7       | Mizuki Tanimoto  | JPN     | 2:39.09    |
| 8       | Kim Ji-hyang     | PRK     | 2:41.24    |

### 20 km snelwandelen
| Mannen | Mannen              | Mannen | Mannen  |
| #      | Atleet              | Land   | Tijd    |
| ------ | ------------------- | ------ | ------- |
| Goud   | Toshikazu Yamanishi | JPN    | 1:26.40 |
| Zilver | Vasiliy Mizinov     | ANA    | 1:26.49 |
| Brons  | Perseus Karlström   | SWE    | 1:27.00 |
| 4      | Christopher Linke   | GER    | 1:27.19 |
| 5      | Salih Korkmaz       | TUR    | 1:27.35 |
| 6      | Koki Ikeda          | JPN    | 1:29.02 |
| 7      | Tom Bosworth        | GBR    | 1:29.34 |
| 8      | Wang Kaihua         | CHN    | 1:29.52 |

| Vrouwen | Vrouwen         | Vrouwen | Vrouwen |
| #       | Atlete          | Land    | Tijd    |
| ------- | --------------- | ------- | ------- |
| Goud    | Liu Hong        | CHN     | 1:32.53 |
| Zilver  | Qieyang Shenjie | CHN     | 1:33.10 |
| Brons   | Yang Liujing    | CHN     | 1:33.17 |
| 4       | Érica de Sena   | BRA     | 1:33.36 |
| 5       | Sandra Arenas   | COL     | 1:34.16 |
| 6       | Kumiko Okada    | JPN     | 1:34.36 |
| 7       | Nanako Fujii    | JPN     | 1:34.50 |
| 8       | María Pérez     | ESP     | 1:35.43 |

### 50 km snelwandelen
| Mannen | Mannen             | Mannen | Mannen  |
| #      | Atleet             | Land   | Tijd    |
| ------ | ------------------ | ------ | ------- |
| Goud   | Yusuke Suzuki      | JPN    | 4:04.20 |
| Zilver | João Vieira        | POR    | 4:04.59 |
| Brons  | Evan Dunfee        | CAN    | 4:05.02 |
| 4      | Niu Wenbin         | CHN    | 4:05.36 |
| 5      | Luo Yadong         | CHN    | 4:05.49 |
| 6      | Brendan Boyce      | IRL    | 4:07.46 |
| 7      | Carl Dohmann       | GER    | 4:10.22 |
| 8      | Jesús Ángel García | ESP    | 4:11.28 |

| Vrouwen | Vrouwen           | Vrouwen | Vrouwen |
| #       | Atlete            | Land    | Tijd    |
| ------- | ----------------- | ------- | ------- |
| Goud    | Liang Rui         | CHN     | 4:23.26 |
| Zilver  | Li Maocuo         | CHN     | 4:26.40 |
| Brons   | Eleonora Giorgi   | ITA     | 4:29.13 |
| 4       | Olena Sobchuk     | UKR     | 4:33.38 |
| 5       | Ma Faying         | CHN     | 4:34.56 |
| 6       | Khrystyna Yudkina | UKR     | 4:36.00 |
| 7       | Magaly Bonilla    | ECU     | 4:37.03 |
| 8       | Júlia Takács      | ESP     | 4:38.20 |

## Legenda
- AR = Werelddeelrecord (Area Record)
- CR = Kampioenschapsrecord (Championship Record)
- DNS = Niet gestart (Did Not Start)
- DNF = Niet beëindigd (Did Not Finish)
- DQ = Gedisqualificeerd (Disqualified)
- SB = Beste persoonlijke seizoensprestatie (Seasonal Best)
- PB = Persoonlijk record (Personal Best)
- NR = Nationaal record (National Record)
- ER = Europees record (European Record)
- WL = 's Werelds beste seizoensprestatie (World Leading)
- WJ = Wereld juniorenrecord (World Junior Record)
- WR = Wereldrecord (World Record)

## Medailleklassement
| Plaats | Land                  | Goud | Zilver | Brons | Totaal |
| 1      | Verenigde Staten      | 14   | 11     | 4     | 29     |
| 2      | Kenia                 | 5    | 2      | 4     | 11     |
| 3      | Jamaica               | 3    | 5      | 4     | 12     |
| 4      | China                 | 3    | 3      | 3     | 9      |
| 5      | Ethiopië              | 2    | 5      | 1     | 8      |
| 6      | ANA                   | 2    | 3      | 1     | 6      |
| 7      | Verenigd Koninkrijk   | 2    | 3      | 0     | 5      |
| 8      | Duitsland             | 2    | 0      | 4     | 6      |
| 9      | Japan                 | 2    | 0      | 1     | 3      |
| 10     | Nederland             | 2    | 0      | 0     | 2      |
| 10     | Oeganda               | 2    | 0      | 0     | 2      |
| 12     | Polen                 | 1    | 2      | 3     | 6      |
| 13     | Bahrein               | 1    | 1      | 1     | 3      |
| 13     | Cuba                  | 1    | 1      | 1     | 3      |
| 13     | Zweden                | 1    | 1      | 1     | 3      |
| 16     | Bahama's              | 1    | 1      | 0     | 2      |
| 17     | Qatar                 | 1    | 0      | 1     | 2      |
| 18     | Australië             | 1    | 0      | 0     | 1      |
| 18     | Grenada               | 1    | 0      | 0     | 1      |
| 18     | Noorwegen             | 1    | 0      | 0     | 1      |
| 18     | Venezuela             | 1    | 0      | 0     | 1      |
| 22     | Estland               | 0    | 2      | 0     | 2      |
| 22     | Oekraïne              | 0    | 2      | 0     | 2      |
| 24     | Canada                | 0    | 1      | 4     | 5      |
| 25     | België                | 0    | 1      | 1     | 2      |
| 25     | Colombia              | 0    | 1      | 1     | 2      |
| 25     | Frankrijk             | 0    | 1      | 1     | 2      |
| 28     | Algerije              | 0    | 1      | 0     | 1      |
| 28     | Bosnië en Herzegovina | 0    | 1      | 0     | 1      |
| 28     | Portugal              | 0    | 1      | 0     | 1      |
| 31     | Oostenrijk            | 0    | 0      | 2     | 2      |
| 32     | Burkina Faso          | 0    | 0      | 1     | 1      |
| 32     | Ivoorkust             | 0    | 0      | 1     | 1      |
| 32     | Kroatië               | 0    | 0      | 1     | 1      |
| 32     | Ecuador               | 0    | 0      | 1     | 1      |
| 32     | Spanje                | 0    | 0      | 1     | 1      |
| 32     | Griekenland           | 0    | 0      | 1     | 1      |
| 32     | Hongarije             | 0    | 0      | 1     | 1      |
| 32     | Italië                | 0    | 0      | 1     | 1      |
| 32     | Marokko               | 0    | 0      | 1     | 1      |
| 32     | Namibië               | 0    | 0      | 1     | 1      |
| 32     | Nigeria               | 0    | 0      | 1     | 1      |
| 32     | Nieuw-Zeeland         | 0    | 0      | 1     | 1      |
| 32     | Zwitserland           | 0    | 0      | 1     | 1      |
| Totaal | Totaal                | 49   | 49     | 51    | 149    |

1983 · 
1987 · 
1991 · 
1993 · 
1995 · 
1997 · 
1999 · 
2001 · 
2003 · 
2005 · 
2007 · 
2009 · 
2011 · 
2013 · 
2015 · 
2017 · 
2019 · 
2022 · 
2023